# (200066) 2836 P-L
(200066) 2836 P-L es un asteroide perteneciente al cinturón de asteroides, descubierto el 24 de septiembre de 1960 por Cornelis Johannes van Houten en conjunto a su esposa también astrónoma Ingrid van Houten-Groeneveld y el astrónomo Tom Gehrels desde el Observatorio del Monte Palomar, Estados Unidos.

## Designación y nombre
Designado provisionalmente como 2836 P-L.

## Características orbitales
2836 P-L está situado a una distancia media del Sol de 2,664 ua, pudiendo alejarse hasta 3,323 ua y acercarse hasta 2,005 ua. Su excentricidad es 0,247 y la inclinación orbital 2,550 grados. Emplea 1588,40 días en completar una órbita alrededor del Sol.

## Características físicas
La magnitud absoluta de 2836 P-L es 16,7. Está asignado al tipo espectral.